# Влодзімеж Тетмаєр
Влодзімеж Пшерва-Тетмаєр (пол. Włodzimierz Przerwa-Tetmajer; 31 грудня 1861, Гаркльова — 26 грудня 1923, Краків) — польський художник, який писав як реаліст, так і в стилі модерн, і політичний діяч.

## Життя та творчість
В. Тетмаєр вивчав живопис у різних художніх академіях Кракова, Відня, Мюнхена та Парижа. У 1889—1895 роках він був учнем Яна Матейка, вивчав також класичну філологію у краківському університеті Ягелла. До основної тематики картин художника належали пейзажі, жанровий живопис, сценки із селянського життя, а також історичний та релігійний живопис.
У період з 1914 по 1918 Влодзімеж Тетмаєр був депутатом австрійського рейхсрату, а з 1918 — польського сейму від партії П'ястів. Художник був у родинних стосунках із рядом видних діячів польської культури — він був зведеним братом письменника Казімєжа Пшерви-Тетмайєра та двоюрідним братом письменника Тадеуша Бой-Желенського, а також шурином поета Луціана Риделя.